# La Guajira
Guajira of La Guajira is een departement van Colombia. La Guajira ligt in het uiterste noordoosten van het land. De hoofdstad van het departement is de stad Riohacha. Er wonen circa 0,7 miljoen mensen in het departement.

## Gemeenten
La Guajira bestaat uit vijftien gemeenten:
| Nr. | Gemeente           | Inwoners |
| --- | ------------------ | -------- |
| 1   | Albania            | 19.429   |
| 2   | Barrancas          | 26.462   |
| 3   | Dibulla            | 22.000   |
| 4   | Distracción        | 12.023   |
| 5   | El Molino          | 7.346    |
| 6   | Fonseca            | 26.881   |
| 7   | Hatonuevo          | 14.796   |
| 8   | La Jagua del Pilar | 2.732    |
| 9   | Maicao             | 103.124  |
| 10  | Manaure            | 68.578   |
| 11  | Riohacha           | 136.183  |
| 12  | San Juan del Cesar | 29.532   |
| 13  | Uribia             | 116.674  |
| 14  | Urumita            | 13.450   |
| 15  | Villanueva         | 23.605   |

| Detailkaart |
| ----------- |
|             |
| Gemeenten   |
|             |
| Regio's     |

## Economie

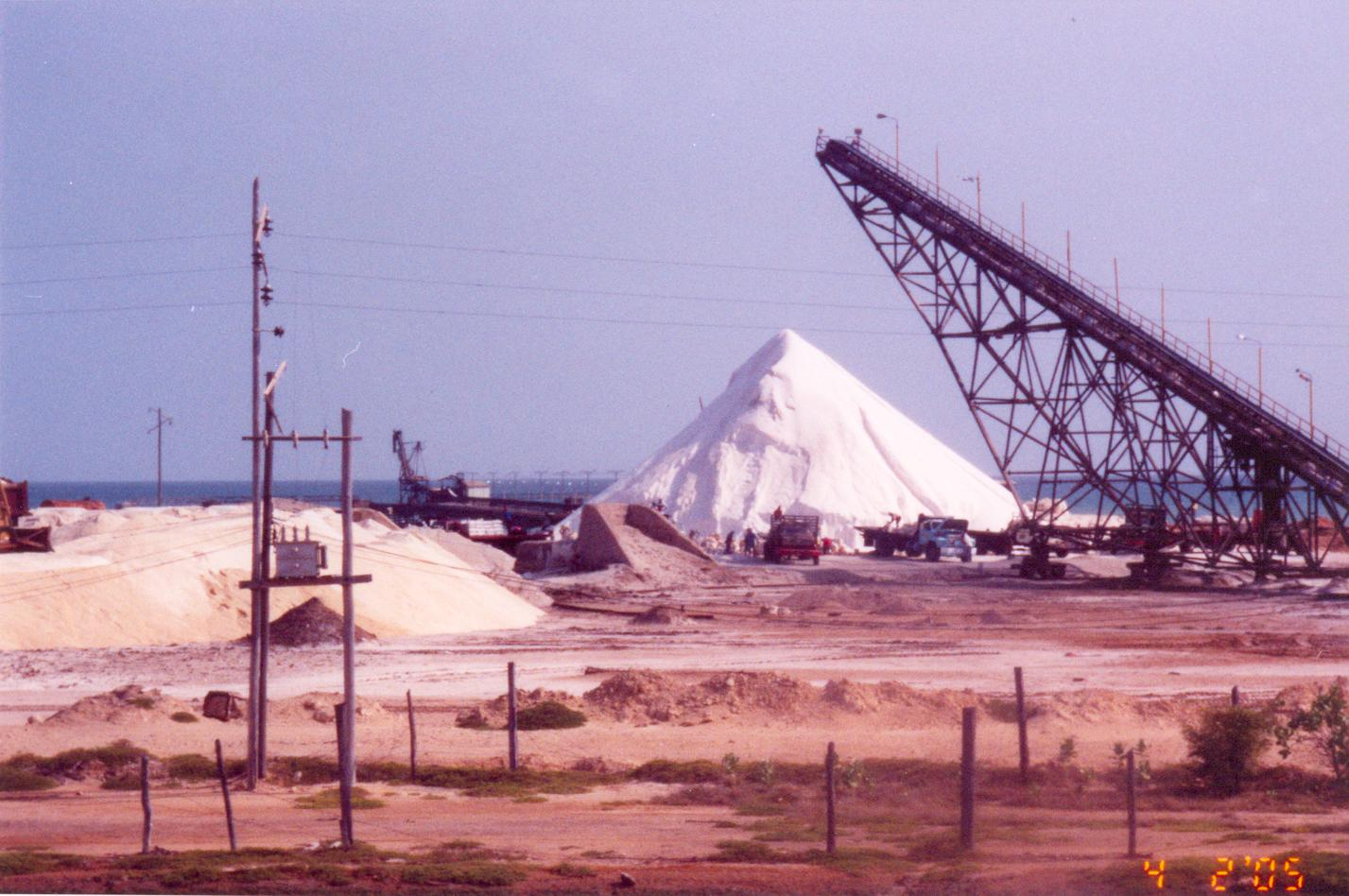
De zoutwinning is een belangrijke economische sector in La Guajira

De zoutwinning is van oudsher een belangrijke economische sector. Verder profiteert het departement van toerisme en handel met Venezuela.